# あおなみカード
あおなみカードは、名古屋臨海高速鉄道が発行していた乗車カードである。あおなみ線各駅の乗車券自動券売機で販売していた。ストアードフェアシステムに対応しており、トランパス加盟各社局で使用できた。
2011年2月11日にICカード「manaca」が導入されたことに伴い、前日の10日をもって発売終了、翌2012年2月29日で利用終了となった。

## カードの種類
- あおなみカード1000：発売金額1,000円で1,000円分利用可能
- あおなみカード2200：発売金額2,000円で2,200円分利用可能
- あおなみカード3300：発売金額3,000円で3,300円分使用可能
- あおなみカード5600：発売金額5,000円で5,600円分使用可能

### 限定・記念カード
- あおなみ線開業記念カード

1,000円分使用可能（2004年10月6日のみ各駅改札窓口で1,000円にて限定発売）
- デ・ラ・ファンタジアオープン記念カード（バージョン1）

1,000円分使用可能（2005年3月18日より各駅改札窓口で1,000円にて10,000枚限定発売）
- トランパス対応路線図 あおなみカード

1,000円分使用可能（2005年3月24日より名古屋駅改札窓口で1,000円にて1,000枚限定発売）
- デ・ラ・ファンタジアオープン記念カード（バーション2）

1,000円分使用可能（2005年6月18日より各駅改札窓口で1,000円にて10,000枚限定発売）
- 名古屋けいば宣伝カード

500円分使用可能（発売日、発売方法、枚数不明）
- 開業3周年記念あおなみカード（2007年10月6日から各駅自動券売機で各30,000枚限定発売）
  - あおなみカード1000（1,000円）
  - あおなみカード2200（2,000円）
  - あおなみカード3300（3,000円）
  - あおなみカード5600（5,000円）

## 使用可能路線
- あおなみ線：全線全駅

あおなみ線の他、以下のトランパス加盟各社局でも使用できた。
- 名古屋市営地下鉄：全線全駅
- 名古屋市営バス：全路線
- 名古屋鉄道：主要区間。詳細はトランパスの利用可能区線区を参照のこと。
- 名鉄バス：高速バス（高速高針線、高速豊田線、名古屋・桃花台線は除く）・空港バス以外の全路線
- 愛知高速交通東部丘陵線（リニモ）：全線全駅